# Motif
Motif je knihovna pro tvorbu grafického uživatelského rozhraní pod X Window System vytvořená Open Software Foundation. Objevil se v 80. letech 20. století, jeho hlavním konkurentem v této době byl OPEN LOOK. Byl standardizován jako IEEE 1295 (jako Motif API). Dnes tvoří základ Common Desktop Environment.
Motif byl navržen, aby vzhledově připomínal Windows 3.1x a rozhraní Presentation Manager systému OS/2.
Existuje několik implementací Motif API. Kromě původní implementace existuje také Open Motif, což je „originální“ Motif uvolněný pod liberálnější licencí. Dále existuje nezávislá opensourceová implementace LessTif.